# Numerología

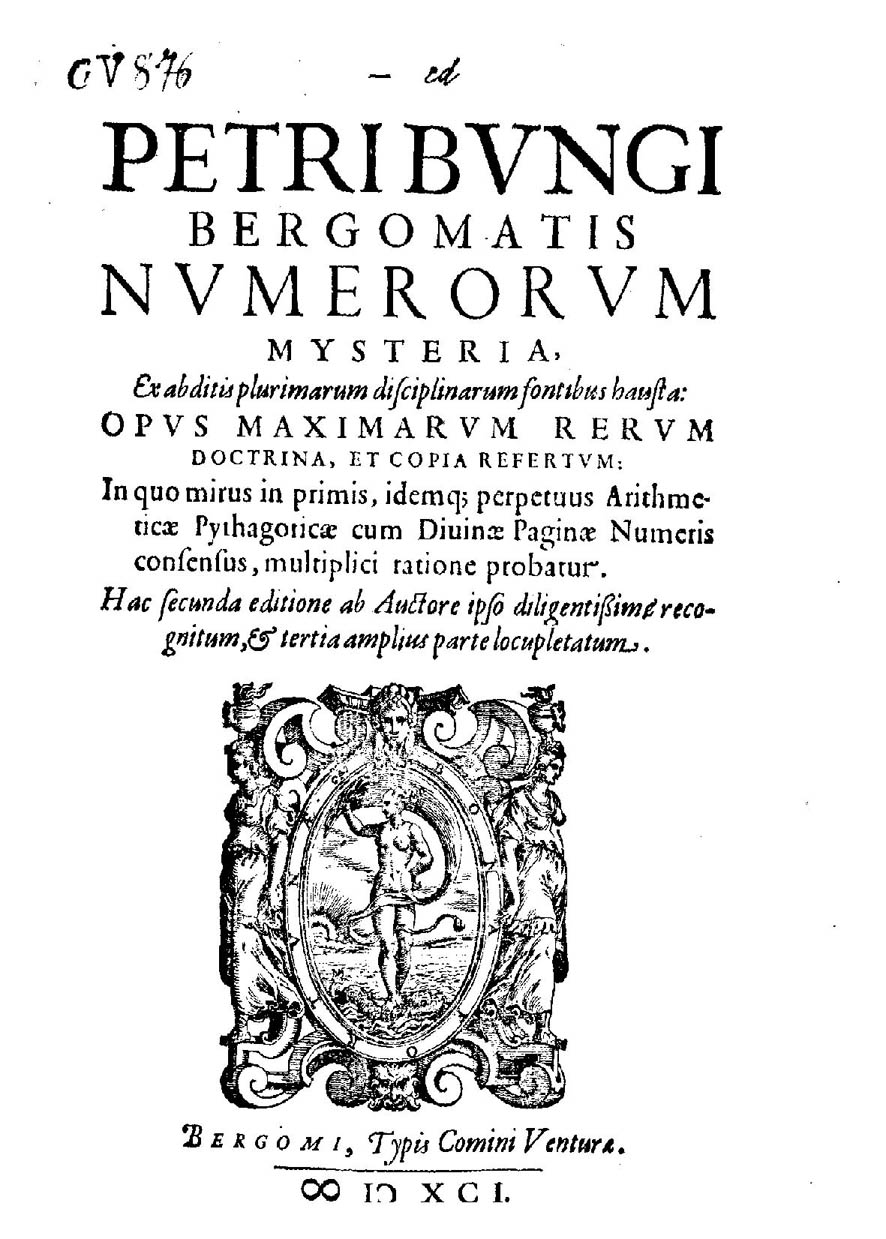
Pietro Bongo, Numerorum mysteria, 1591

La numerología es un conjunto de creencias que busca establecer una relación oculta entre los números, los seres vivos y las fuerzas físicas o espirituales. También es una práctica adivinatoria a través de los números. Su estudio fue popular entre los primeros matemáticos, pero ya no la consideran disciplina matemática. La comunidad científica hace mucho relegó la numerología a la categoría de pseudociencia o superstición, tal como la astrología con respecto a la astronomía, o la alquimia, aunque esta última tuvo carácter de protociencia con respecto a la química.
En numerología, se dice que los números son uno de los conceptos humanos más perfectos y elevados. Según sus practicantes, la numerología es la disciplina que busca investigar la «vibración secreta» de ese código y enseñan a utilizar los números en su beneficio, por medio del estudio de su influencia sobre personas y animales.[cita requerida] De igual manera, cada número tiene un significado y tiene ciertas características que designan cosas. Por ejemplo, con la suma de los dígitos de nuestra fecha de nacimiento vamos a obtener un número del 1 al 9. Si es mayor, se tendrá que sumar los números que componen el número, y según el número que te salga tendrás una descripción de tu personalidad, habilidades, debilidades, cómo nos relacionamos con otros, sucesos que quizá pasarán en nuestra vida y la misión de vida que tenemos, etc.
En el año 530 a. C., Pitágoras, filósofo griego, desarrolló en forma metódica una relación entre los planetas y su «vibración numérica». La denominó «música de las esferas». Mediante su método de numerología afirmó que las palabras tienen un sonido que vibra en consonancia con la frecuencia de los números como una faceta más de la armonía del universo y las leyes naturales.[cita requerida] Así como el libro de Kabbalah, libro que trata del misticismo y el pensamiento de los judíos, donde usa las 22 letras del alfabeto hebreo para hallar el significado numerológico de un nombre. 
Según los numerólogos, los números son mucho más que una forma de medir o cuantificar lo que existe a nuestro alrededor. Si nos damos cuenta, todo nuestro alrededor esta regido por números como el número para el registro civil, nuestra fecha de nacimiento, el código del colegio entre otros. Por esto, algunos sabios se dedicaron a observar la influencia de los números en las personas. Pitágoras creía que el universo debe ser visto como un todo armonioso, donde todo emite un sonido o vibración. Los números del 1 al 9 se asocian a características específicas, que juntas abarcan toda la experiencia de la vida.
La numerología no se hizo conocida hasta la aparición de L. Dow Balliett un gran influyente del espiritualismo en el Siglo XX, quien hizo varios libros acerca de este tema.[cita requerida]
El sistema numérico principal en numerología es el decimal, siendo la excepción la escuela caldea de numerología, que utiliza el sistema octal.[cita requerida]

## Escuelas
Existen varias escuelas de numerología, entre ellas:[cita requerida]
- La cabalística, que se basa en los contenidos de la ciencia cábala.
- La caldea, que tiene sus orígenes en la civilización babilónica.
- La china, que otorga a los números unos significados muy diferentes del resto de escuelas.
- La pitagórica, que se guía por los postulados de numerología del filósofo y matemático griego Pitágoras.